# Bruno Brückner

Bruno Brückner, 1905

Benno Bruno Brückner (* 9. Mai 1824 in Roßwein; † 2. Mai 1905 in Berlin) war ein deutscher lutherischer Theologe.
Brückner studierte an der Universität Leipzig und erhielt dort die Stelle eines Nachmittagspredigers an der Universitätskirche. 1850 wurde er Pfarrer in Hohburg bei Wurzen. 1853 zum außerordentlichen Professor für Neues Testament und zweiten Universitätsprediger an die Universität Leipzig zurückberufen, stieg er 1855 zum ordentlichen Professor (verbunden mit der Stelle des Universitätspredigers und Direktors des Seminars für Praktische Theologie) auf. 1860 wurde er nebenamtlich Domherr des Hochstifts Meißen und sächsischer Konsistorialrat. Er regte die Gründung des Predigerseminars St. Pauli in Leipzig an, zu dessen Gründungsdirektor er 1862 bestellt wurde. 1868/69 war er Rektor der Universität Leipzig.
Nach dem Tod von Karl Immanuel Nitzsch 1869 übernahm er dessen Stelle als Propst an St. Nikolai und St. Marien in Berlin sowie als Mitglied des altpreußischen Evangelischen Oberkirchenrats (ab 1877 als dessen geistlicher Vizepräsident). Ferner erhielt er eine Honorarprofessur an der Friedrich-Wilhelms-Universität Berlin. Diese gab er auf, als er 1873 zum Generalsuperintendenten für die Stadt Berlin berufen wurde. 1892 trat er als Generalsuperintendent und Vizepräsident in den Ruhestand, gab die Propstei aber erst 1898 auf. 1884 wurde er in den Preußischen Staatsrat berufen. 

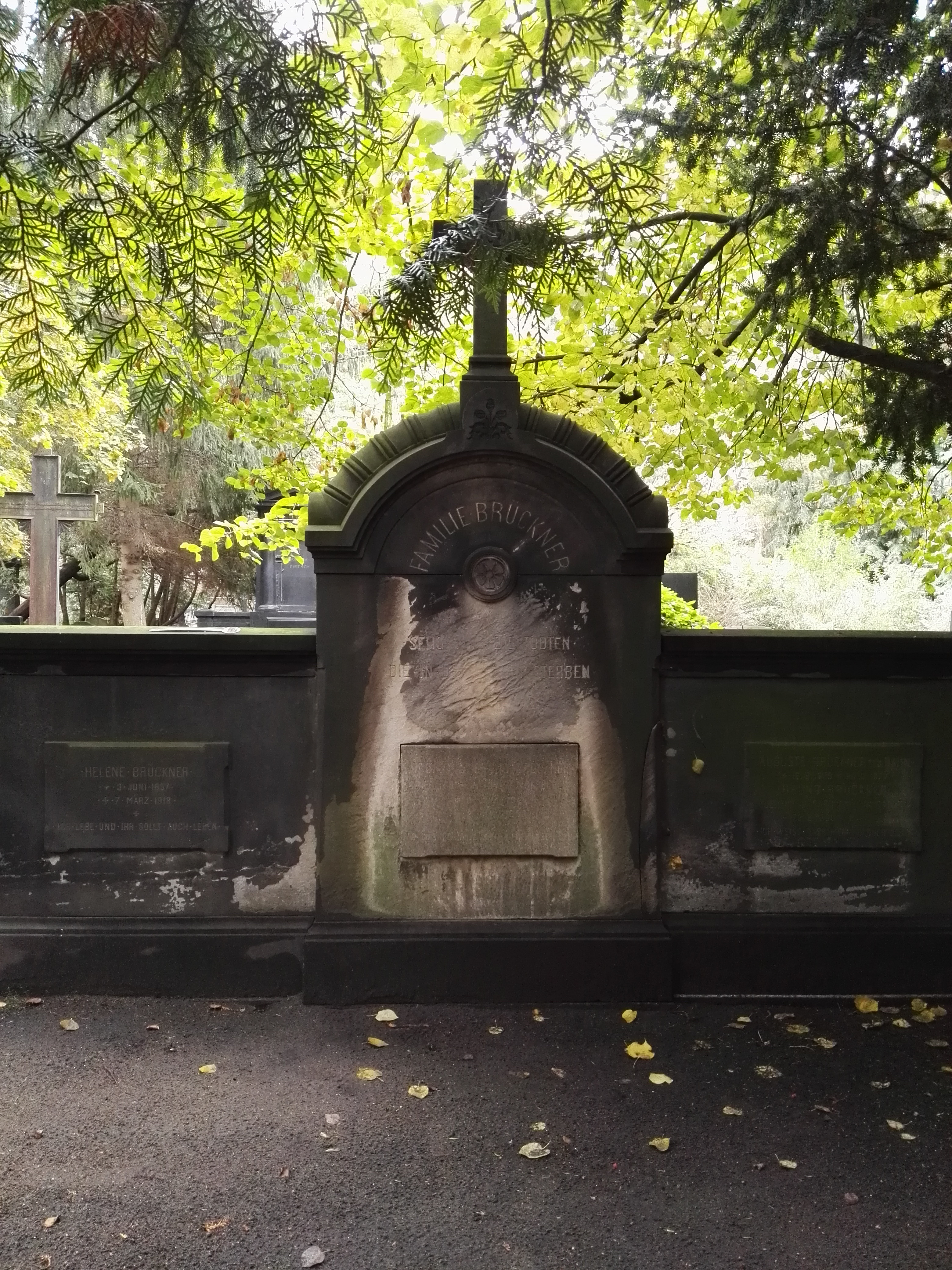
Grabstätte

Er ist auf dem St.-Marien- und St.-Nikolai-Friedhof I in Berlin-Pankow bestattet.

## Schriften
Brückner veröffentlichte nur wenige wissenschaftliche Arbeiten (vorrangig neue Bearbeitungen der Kommentare Martin Leberecht de Wettes über das Johannesevangelium und die Johannesbriefe (4. u. 5. Aufl., 1852 u. 1863) und über die katholischen Briefe, 3. Aufl. 1867). Ferner veröffentlichte er Predigten (Predigten, gehalten in der Universitätskirche zu Leipzig, 4 Bde., Leipzig 1858–1861; Predigten in der St. Nikolai-Kirche zu Berlin gehalten, 1869) und kleine Schriften zu kirchenpolitischen Fragen:
- Ansprache an geistliche Freunde auf Grund von Apostelgesch. 20,17-38. Leipzig 1860
- Sachsens Beruf in der kirchlichen Krisis unserer Zeit. 1863
- Betrachtungen über die Agende der Evangelisch-Lutherischen Kirche im Königreich Sachsen. Leipzig 1864
- Die Kirche der Gegenwart: Drei Vorträge. In: Christoph Ernst Luthardt, Karl Friedrich August Kahnis, Benno Bruno Brückner: Die Kirche: nach ihrem Ursprung, ihrer Geschichte, ihrer Gegenwart. Leipzig 1865
- Die Gemeinschaft der evangelischen Landeskirchen. Berlin 1872